# Reidar Dørum
Reidar Dagfin Dørum (3 ottobre 1925 – 16 dicembre 2014) è stato un calciatore norvegese, di ruolo attaccante.

## Carriera

### Club
Dørum giocò per lo Ørn . Fu capocannoniere del campionato 1949-1950, con 13 reti.

### Individuale
- Capocannoniere della Hovedserien: 1

1949-1950 (13 gol)